# Sả thiên đường ngực đỏ
Sả thiên đường ngực đỏ (danh pháp hai phần: Tanysiptera nympha) là một loài chim thuộc Họ Bồng chanh. Nó sinh sống ở Indonesia và Papua New Guinea.
Môi trường sống tự nhiên của nó là vùng đất thấp rừng nhiệt đới hoặc cận nhiệt đới ẩm, sông, hồ nước ngọt, và đầm lầy nước ngọt.